# ويليام درابر
ويليام درابر (بالإنجليزية: William Draper)‏ (12 نوفمبر 1848 في المملكة المتحدة - 13 مارس 1919 في المملكة المتحدة) هو لاعب كريكت بريطاني (وحمل سابقاً جنسية المملكة المتحدة لبريطانيا العظمى وأيرلندا). لعب مع Kent County Cricket Club ‏.

## وصلات خارجية
- ويليام درابر على موقع إي آس بي آن كريك إنفو (الإنجليزية)